# The Death of Peace of Mind
The Death of Peace of Mind (стилизовано как THE DEATH OF PEACE OF MIND) — третий студийный альбом американской металкор-группы Bad Omens, выпущенный 25 февраля 2022 года на лейбле Sumerian Records. Продюсированием пластинки занимался сам коллектив, за сведение и мастеринг отвечал Закк Червини. Обложка альбома была снята Освальдо Сепедой.

## Об альбоме
10 ноября 2021 года группа выпускает сингл «THE DEATH OF PEACE OF MIND» и клип на него, а также анонсирует альбом с таким же названием и объявляет дату его выхода — 25 февраля следующего года.
При создании пластинки группа использовала синтезаторы и элементы электронной музыки, чтобы сделать звук отличным от их предыдущих работ.

Создание пластинки изменило нас как авторов песен и музыкантов. Я чувствую, что это освободило меня как артиста, потому что каждое решение, принятое в процессе написания, было для меня лично, без страха перед чьими-либо ожиданиями относительно того, как должен звучать наш третий альбом. Будь то наши фанаты или наш звукозаписывающий лейбл.— Ной Себастьян, вокалист Bad Omens
Спустя месяц после выхода титульного трека, 10 декабря выходит два новых трека — «What Do You Want From Me?» и «ARTIFICIAL SUICIDE». Позднее, 7 января, на последний вышел клип. Чуть больше чем через неделю, 19 января выходит сингл «Like a Villain», а 15 февраля, за неделю до выпуска самого альбома, Bad Omens выпускают песню «The Grey».

## Приём
| Оценки критиков          | Оценки критиков |
| Источник                 | Оценка          |
| ------------------------ | --------------- |
| Kerrang!                 | [ 4 ]           |
| Sputnik Music            | [ 5 ]           |
| Distorted Sound Magazine | 7/10            |
| Wall of Sound            | 7.5/10          |
| Ghost Cult Magazine      | 8/10            |
| Rock'N'Load Mag          | 8/10            |

Альбом получил положительные отзывы. Пол Браун из Wall of Sound сказал, что «Bad Omens более чем доказали свою ценность с выходом The Death of Peace of Mind», а Дэн Стэплтон из журнала Rock’N’Load похвалил группу и заявил: «Bad Omens создали феноменальный альбом, который достаточно свеж, чтобы выделяться на фоне остального их жанра, и в то же время достаточно знаком, чтобы быть легко доступным».

## Список композиций
| №                   | Название                     | Длительность |
| ------------------- | ---------------------------- | ------------ |
| 1.                  | «CONCRETE JUNGLE»            | 3:40         |
| 2.                  | «Nowhere to Go»              | 4:06         |
| 3.                  | «Take Me First»              | 3:19         |
| 4.                  | «THE DEATH OF PEACE OF MIND» | 4:01         |
| 5.                  | «What It Cost»               | 1:43         |
| 6.                  | «Like a Villain»             | 3:30         |
| 7.                  | «Bad Deсisions»              | 4:21         |
| 8.                  | «Just Pretend»               | 3:24         |
| 9.                  | «The Grey»                   | 4:06         |
| 10.                 | «Who Are You?»               | 3:37         |
| 11.                 | «Somebody Else.»             | 3:56         |
| 12.                 | «IDWT$»                      | 3:22         |
| 13.                 | «What Do You Want From Me?»  | 2:55         |
| 14.                 | «ARTIFICIAL SUICIDE»         | 3:15         |
| 15.                 | «Miracle»                    | 3:45         |
| Общая длительность: | Общая длительность:          | 53:08        |

## Заметки
- Название треков 1, 4, 12 и 14 написаны заглавными буквами;
- Название трека 12 означает «I Don’t Want The Money»;
- Трек 10 стилизован под «Bad Decisions».

## Участники записи
Bad Omens
- Ной Себастьян — вокал
- Йоаким Карлссон — гитара, вокал
- Николас Руффило — бас-гитара, гитара
- Ник Фолио — ударные

Дополнительный персонал
- Закк Червини — сведение, мастеринг
- Освальдо Сепеда — обложка альбома